# Jacek Kaspszyk
Jacek Kaspszyk, właściwie Kasprzyk (ur. 10 sierpnia 1952 w Białej Podlaskiej) − polski dyrygent.

## Kariera
Absolwent Akademii Muzycznej w Warszawie, gdzie studiował teorię muzyki, kompozycję oraz dyrygenturę w klasie Stanisława Wisłockiego. Laureat III nagrody w Konkursie dyrygenckim im. Herberta von Karajana w Berlinie.
Był m.in. dyrektorem muzycznym Wielkiej Orkiestry Symfonicznej Polskiego Radia i Telewizji w Katowicach, Capital Radio Wren Orchestra w Londynie, a także dyrektorem artystycznym i muzycznym (w latach 2002–2005 również dyrektorem naczelnym) Teatru Wielkiego − Opery Narodowej w Warszawie.
W latach 2006–2013 dyrektor artystyczny Orkiestry Symfonicznej Filharmonii im. Witolda Lutosławskiego we Wrocławiu (obecnie Orkiestry Symfonicznej NFM), a od stycznia 2009 do stycznia 2012 dyrektor muzyczny NOSPR − Narodowej Orkiestry Symfonicznej Polskiego Radia w Katowicach. Dyrektor Artystyczny Filharmonii Narodowej w Warszawie w latach 2013–2019.
Dyryguje gościnnie renomowanymi orkiestrami, np. Berliner Philharmoniker, Orchestre National de France, orkiestrami filharmonicznymi w Sztokholmie, Oslo i Pradze, Filharmonią Flandryjską, Orkiestrą Radia Bawarskiego, Wiener Symphoniker, Rundfunk-Sinfonieorchester w Berlinie, Orchestre de Paris, Orquesta Nacional de España, Filharmonia i Yomiuri Nippon Orchestra w Tokio, orkiestrami symfonicznymi w Hongkongu i Nowej Zelandii, a na kontynencie amerykańskim San Diego Symphony, Cincinnati Symphony, Winnipeg Symphony i Calgary Symphony.
Dyrygował na scenach operowych, m.in. w teatrach w Lyonie, Bordeaux, Sztokholmie, Düsseldorfie, Zurychu, Detroit, Glasgow, Leeds, w Angielskiej Operze Narodowej czy w paryskiej Operze Komicznej. Współpracuje z Filharmonią Narodową, orkiestrą Sinfonia Varsovia, Warszawską Operą Kameralną oraz Warszawską Orkiestrą Symfoniczną.
Jacek Kaspszyk ma w dorobku liczne nagrania płytowe, m.in. dla EMI i Collins Classics. Jego nagranie Concerto Lugubre Tadeusza Bairda z WOSPR wyróżniono nagrodą Edisona, a nagranie Króla Rogera z Teatrem Wielkim – Operą Narodową zyskało pozytywną recenzję w magazynie Gramphone oraz nominację do Nagrania Roku Magazynu Muzycznego BBC.
21 kwietnia 2015, podczas gali w Teatrze Wielkim – Operze Narodowej z okazji obchodów 90-lecia Polskiego Radia, Jacek Kaspszyk otrzymał Diamentową Batutę. W uzasadnieniu napisano: „jako wyraz uznania dla dyrygenckiego dorobku i z podziękowaniem za oddanie radiu publicznemu, dla którego dokonał imponującej ilości nagrań studyjnych i koncertowych”.
W 2019 został wyróżniony Złotym Fryderykiem za całokształt osiągnięć artystycznych.
W 2019 „za wybitne zasługi w promowaniu polskiej kultury, za osiągnięcia w pracy artystycznej i działalności społecznej” został wyróżniony Krzyżem Oficerskim Orderu Odrodzenia Polski.

## Życie prywatne
Przez 5 lat był mężem Christine Paul-Podlasky.